# Philippe Amiot
Pour les articles homonymes, voir Amiot.
Philippe Amiot, sieur de Villeneuve, né vers 1601 à Soissons dans l'ancienne province de Picardie et mort vers 1639 à Québec, est l'un des pionniers de la Nouvelle-France. Il est l'ancêtre de tous les Amiot et Amyot d'Amérique. De plus, les gens portant le patronyme Villeneuve qui se sont établis au nord de la Capitale-Nationale, plus principalement dans la région de Charlevoix, sont également ses descendants agnatiques.

## Biographie
Philippe Amiot épouse Anne Couvent à Épieds (Aisne) en 1627. Avec elle, il eut deux enfants : Jean, né vers 1625 et Mathieu, né vers 1628. À Québec, en 1636, il fait baptiser un troisième fils, Charles. Pour cet événement, la présence de Marie Rollet et de Charles Huault de Montmagny a été remarquée. Comme bien peu de familles d'immigrants en Nouvelle-France, la famille Amiot-Couvent est d'origine noble. Par contre, leur fils Mathieu omit de faire enregistrer celle-ci au Conseil souverain de la Nouvelle-France vraisemblablement en raison qu'ils ne croyaient pas qu'avoir en leur possession un simple bout de papier pouvait remplacer une véritable noblesse.
En ce sens, il est intéressant de noter que la femme de Philippe Amiot, Anne Couvent ou Convent, est une descendante de plusieurs familles royales d'Europe. Par sa mère, Antoinette de Longueval, elle est descendante de Jean VIII de Bourbon-Vendôme, l'ancêtre en ligne masculine directe de la Maison de Bourbon, qui a régné sur le Royaume de France entre 1589 et 1830. De ce fait, Anne Couvent serait bel et bien une cousine éloignée du roi de son époque, Louis XIII.

## Postérité
La descendance actuelle estimée du couple formé par Philippe Amiot et Anne Couvent est de 3 150 000 à 3 570 000 Québécois. Celle par leur fils Mathieu et sa femme Marie Miville, fille de Pierre Miville, y est pour beaucoup. En effet, presque un Québécois sur deux est descendant de ceux-ci. On peut alors constater qu’une grande proportion des Canadiens-français sont descendants du roi Louis IX.